# Lincolnshire
Lincolnshire là một hạt của Anh. Hạt có diện tích 6959  km², dân số 1.042.000 người (2011). Thủ phủ hạt đóng ở thành phố Lincoln. Hạt này giáp hạt Norfolk phía đông nam, Cambridgeshire về phía nam, Rutland về phía tây nam, Leicestershire và Nottinghamshire về phía tây, Nam Yorkshire ở phía tây bắc, và Đông Riding of Yorkshire ở phía bắc. Hạt cũng giáp Northamptonshire ở phía chỉ 20 yard (18 m), ranh giới các ngắn nhất của nước Anh.